# Maják Copinsay
Maják Copinsay stojí na východní straně malého ostrova Copinsay v Orknejských ostrovech v severní části Skotské vysočiny. Je veden v seznamu památek Skotska pod položkou LB18574.

## Historie
Maják je ve správě společnosti Northern Lighthouse Board (Severní rada majáků, NLB) v Edinburghu, skotské organizace pro námořní pobřežní pomoc.
Maják Copinsay byl navržen a postaven inženýrem Davidem Alanem Stevensonem a uveden do provozu 8. listopadu 1915.
Do roku 1958 byl ostrov obydlený. K farmě patřila i škola s učitelem, hřbitov a na začátku 20. století zajišťovala týdenní poštovní služba kontakt s pevninou a čtrnáctidenní nákupní cesty do Deernessu, pokud to dovolilo počasí. Na farmě se chovaly koně, skot a ovce, které se převážely na okolní ostrovy na zvláštních lodích nazývaných coo nebo cow. Doplňkem stravy byly ptačí vejce, za kterými se muži spouštěli po laně na útesy nebo je sbírali na ostrově Horse.
Ostrov je rezervací Royal Society for the Protection of Birds (Královská společnost pro ochranu ptáků), která jej zakoupila v roce 1972. Přestože je ostrov neobydlen jsou stále některá pole obdělávána, to je k vůli zabezpečení vhodných podmínek pro chřástala polního.

## Popis
Maják je 16 m vysokou válcovou cihlovou věž s kordonovou římsou, okrovým ochozem s litinovým zábradlím a lucernou zakončenou černou kopulí. Maják je natřen bílou barvou. K dvoupatrovým domkům strážců s plochou střechou přiléhala další věž s nautofonem. Je umístěný na nejvyšším bodě ostrova, vysílá každých 30 sekund pět bílých záblesků o délce 2,5 sekundy. Maják byl automatizován v roce 1991 a je dálkově řízen provozovatelem Northern Lighthouse Boards z Edinburghu.

### Data
- Výška majáku: 16 m
- Výška světla: 79 m n. m.
- Dosvit: 21 nm
- Svítivost 180 000 cd
- Charakteristika: FI(5) W 30s

### Identifikátor:
- ARLHS: SCO-049
- Admirality: A3676
- NGA: 3228